# Saison 2016 de l'équipe cycliste Trek-Segafredo
La saison 2016 de l'équipe cycliste Trek-Segafredo est la sixième de cette équipe.

## Préparation de la saison 2016

### Sponsors et financement de l'équipe
Segafredo est le nouveau deuxième sponsor de l'équipe. Cette marque de café italienne, propriété du groupe de Massimo Zanetti (en), s'est engagée pour trois ans à compter de 2016. Après trois saisons durant lesquelles Trek a été le seul sponsor-titre, l'arrivée de Segafredo doit permettre d'augmenter le budget de l'équipe de 30 à 40%.

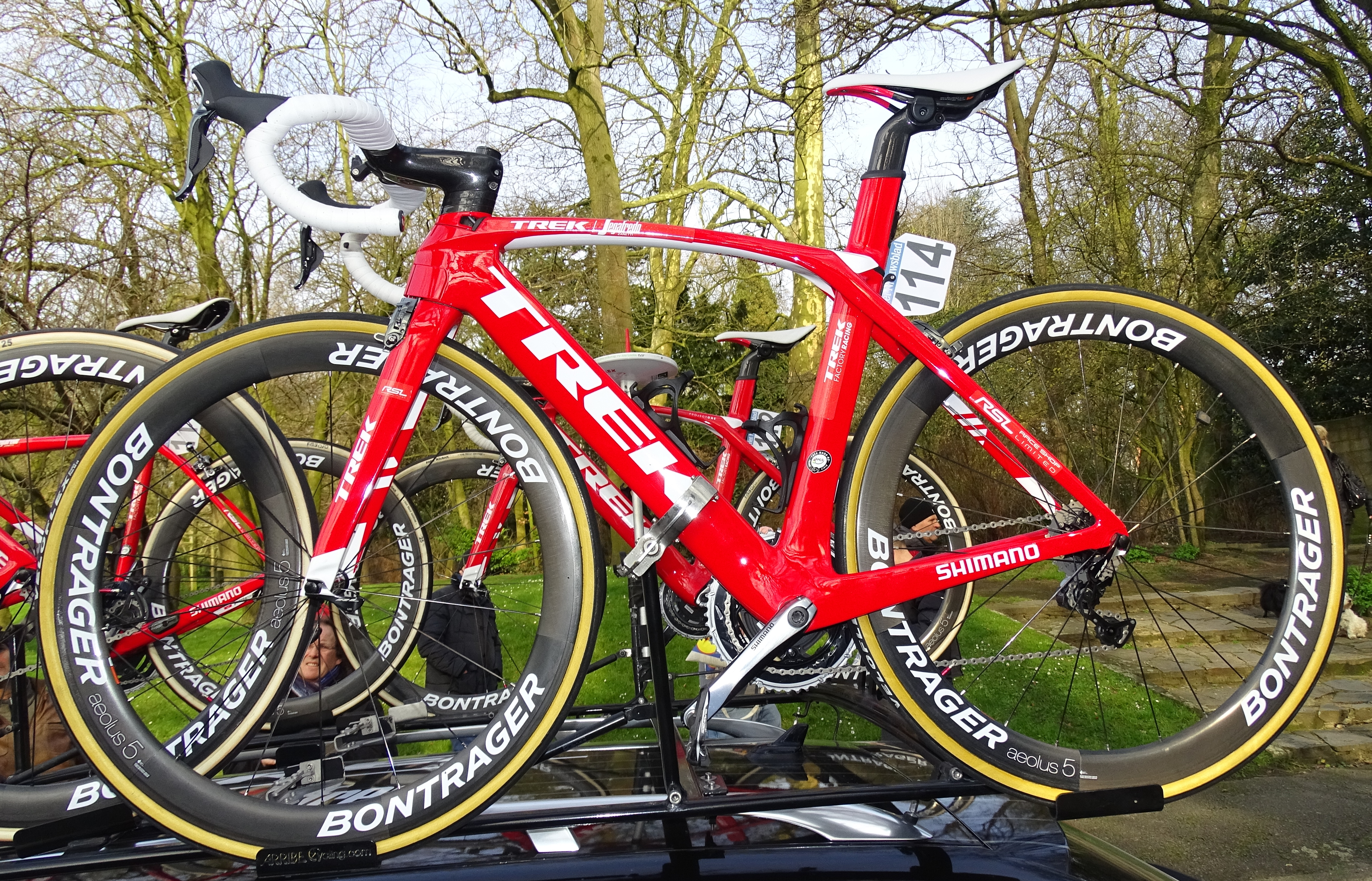
Vélo Trek Madone utilisé lors du Circuit Het Nieuwsblad.
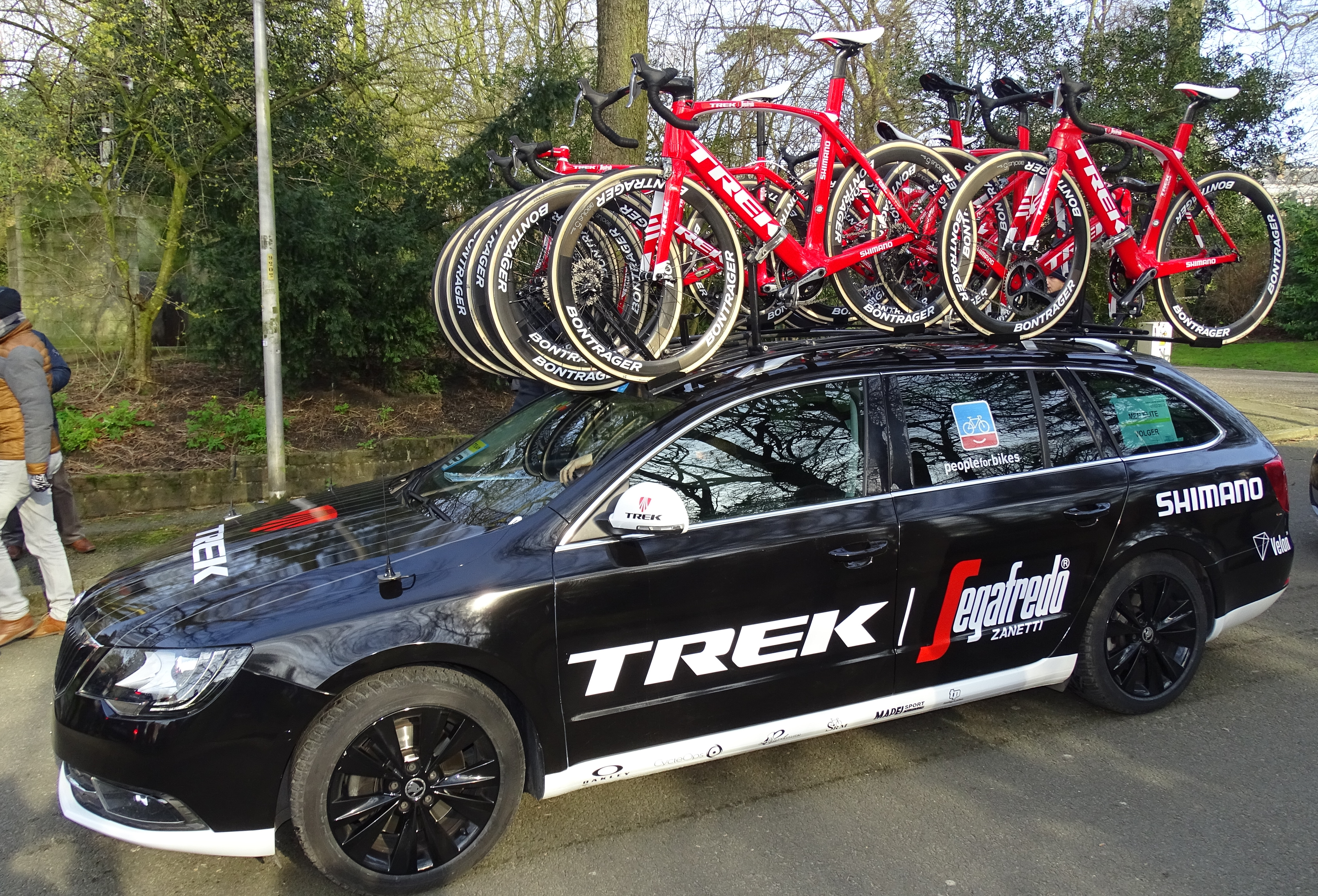
Véhicule de l'équipe lors du Circuit Het Nieuwsblad.
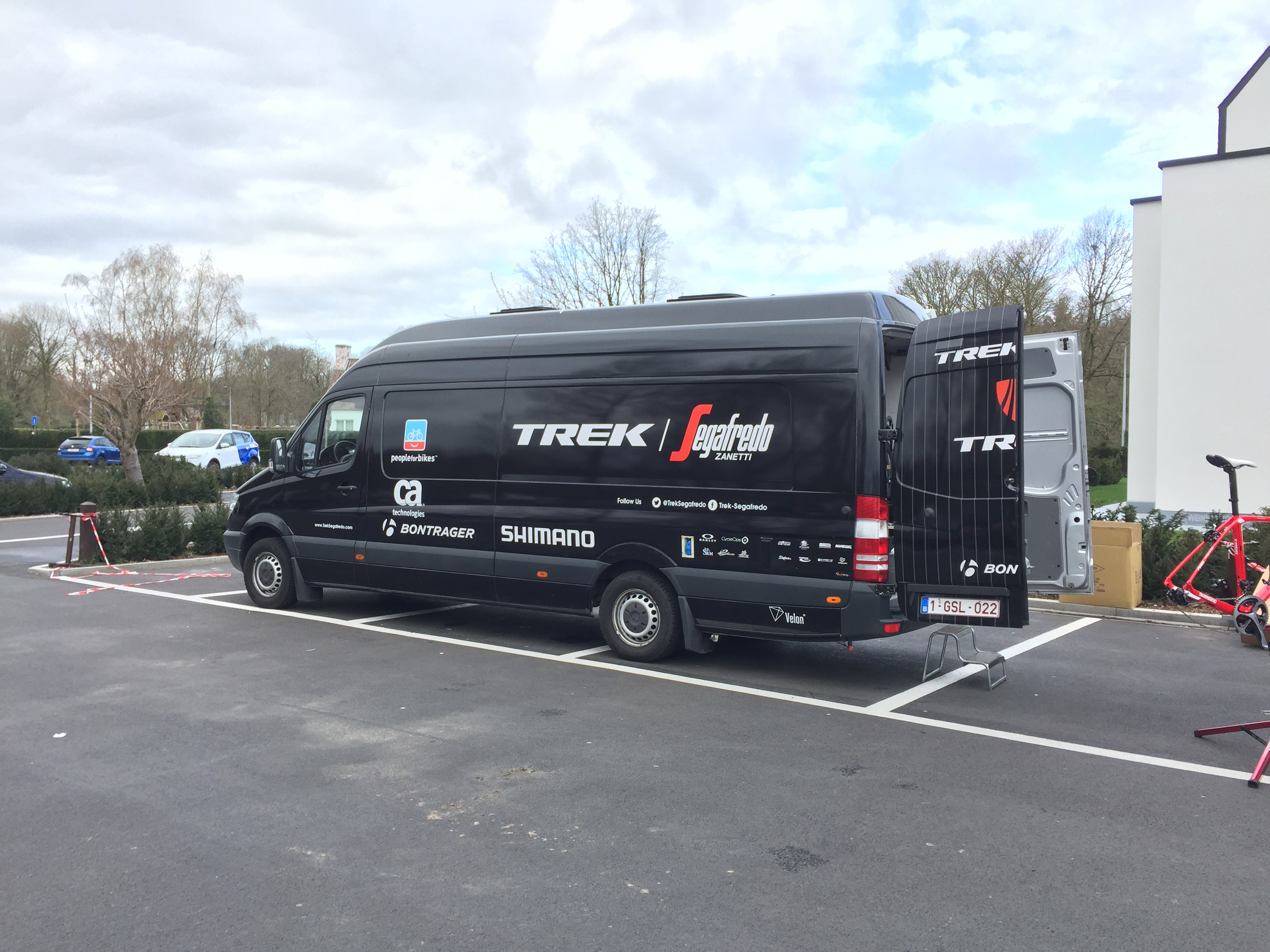
Camion d'appui technique lors du Grand Prix de l'Escaut.

### Arrivées et départs
| Arrivées          | Équipe 2015                 |
| ----------------- | --------------------------- |
| Julien Bernard    | SCO Dijon                   |
| Jack Bobridge     | Budget Forklifts            |
| Niccolò Bonifazio | Lampre-Merida               |
| Ryder Hesjedal    | Cannondale-Garmin           |
| Kiel Reijnen      | UnitedHealthcare            |
| Peter Stetina     | BMC Racing                  |
| Edward Theuns     | Topsport Vlaanderen-Baloise |

| Départs            | Équipe 2016                      |
| ------------------ | -------------------------------- |
| Matthew Busche     | UnitedHealthcare                 |
| Bob Jungels        | Etixx-Quick Step                 |
| Daniel McConnell   | ?                                |
| Yaroslav Popovych  | directeur sportif Trek-Segafredo |
| Hayden Roulston    | ?                                |
| Jesse Sergent      | AG2R La Mondiale                 |
| Fábio Silvestre    | Leopard                          |
| Gert Steegmans     | retraite                         |
| Danny van Poppel   | Sky                              |
| Kristof Vandewalle | retraite                         |
| Calvin Watson      | An Post-ChainReaction            |

## Coureurs et encadrement technique

### Effectif
| Cycliste          | Date de naissance | Nationalité | Équipe 2015                     |  |
| ----------------- | ----------------- | ----------- | ------------------------------- |  |
| Eugenio Alafaci   | 9 août 1990       | Italie      | Trek Factory Racing             |  |
| Julián Arredondo  | 30 juillet 1988   | Colombie    | Trek Factory Racing             |  |
| Fumiyuki Beppu    | 10 avril 1983     | Japon       | Trek Factory Racing             |  |
| Julien Bernard    | 17 mars 1992      | France      | SCO Dijon                       |  |
| Jack Bobridge     | 13 juillet 1989   | Australie   | Budget Forklifts                |  |
| Niccolò Bonifazio | 29 octobre 1993   | Italie      | Lampre-Merida                   |  |
| Fabian Cancellara | 18 mars 1981      | Suisse      | Trek Factory Racing             |  |
| Marco Coledan     | 22 août 1988      | Italie      | Trek Factory Racing             |  |
| Stijn Devolder    | 29 août 1979      | Belgique    | Trek Factory Racing             |  |
| Laurent Didier    | 19 juillet 1984   | Luxembourg  | Trek Factory Racing             |  |
| Fabio Felline     | 29 mars 1990      | Italie      | Trek Factory Racing             |  |
| Ryder Hesjedal    | 9 décembre 1980   | Canada      | Cannondale-Garmin               |  |
| Markel Irizar     | 5 février 1980    | Espagne     | Trek Factory Racing             |  |
| Bauke Mollema     | 26 novembre 1986  | Pays-Bas    | Trek Factory Racing             |  |
| Giacomo Nizzolo   | 30 janvier 1989   | Italie      | Trek Factory Racing             |  |
| Yaroslav Popovych | 4 janvier 1980    | Ukraine     | Trek Factory Racing             |  |
| Grégory Rast      | 17 janvier 1980   | Suisse      | Trek Factory Racing             |  |
| Kiel Reijnen      | 1er juin 1986     | États-Unis  | UnitedHealthcare                |  |
| Fränk Schleck     | 15 avril 1980     | Luxembourg  | Trek Factory Racing             |  |
| Peter Stetina     | 8 août 1987       | États-Unis  | BMC Racing                      |  |
| Jasper Stuyven    | 17 avril 1992     | Belgique    | Trek Factory Racing             |  |
| Edward Theuns     | 30 avril 1991     | Belgique    | Topsport Vlaanderen-Baloise     |  |
| Boy van Poppel    | 18 janvier 1988   | Pays-Bas    | Trek Factory Racing             |  |
| Riccardo Zoidl    | 8 avril 1988      | Autriche    | Trek Factory Racing             |  |
| Haimar Zubeldia   | 1er avril 1977    | Espagne     | Trek Factory Racing             |  |
| Stagiaire         | Date de naissance | Nationalité | Équipe 2016                     |  |
| Piet Allegaert    | 20 janvier 1995   | Belgique    | EFC-Etixx                       |  |
| Jacopo Mosca      | 29 août 1993      | Italie      | Viris Maserati-Sisal Matchpoint |  |

Portraits
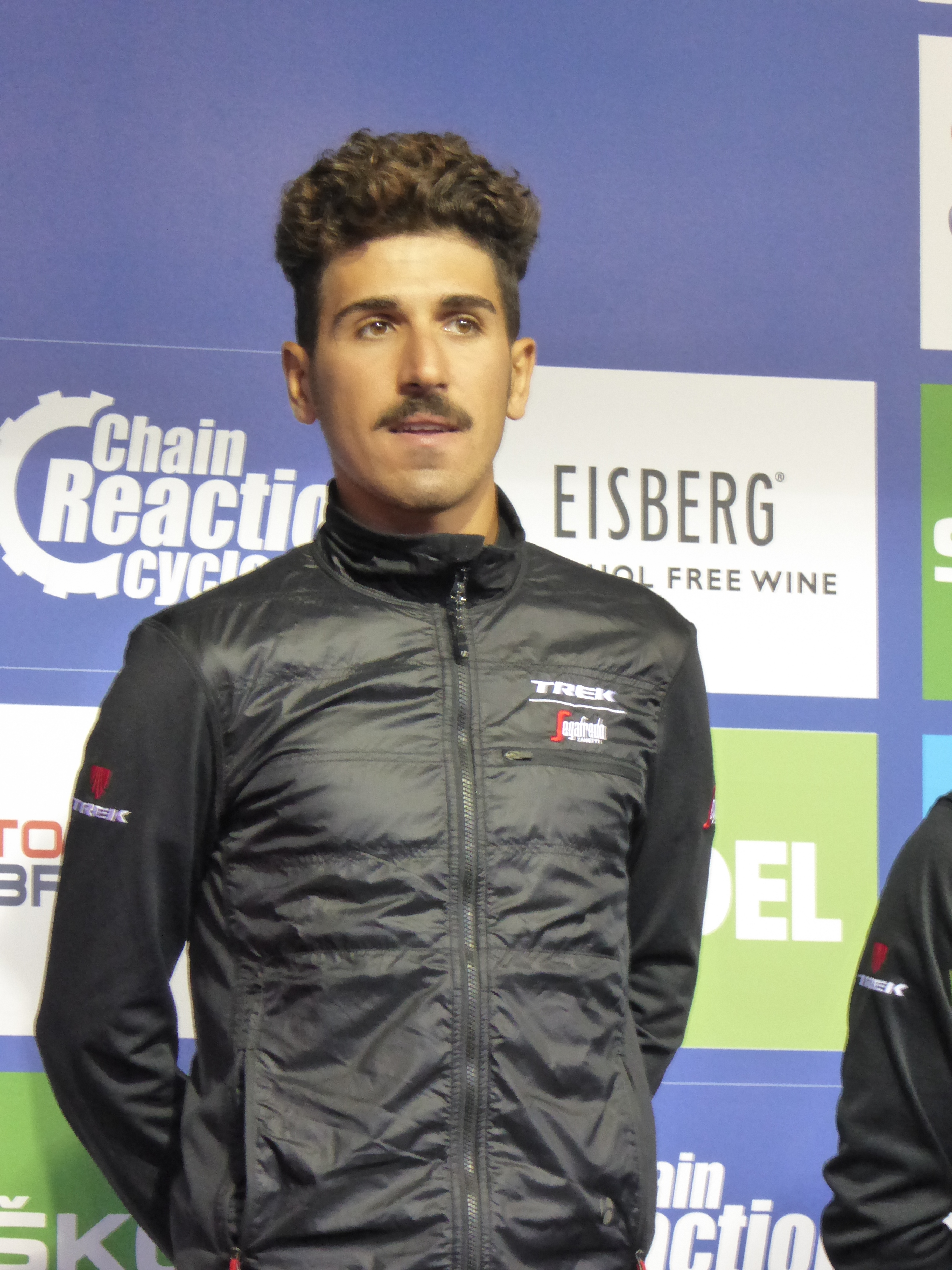
Eugenio Alafaci.
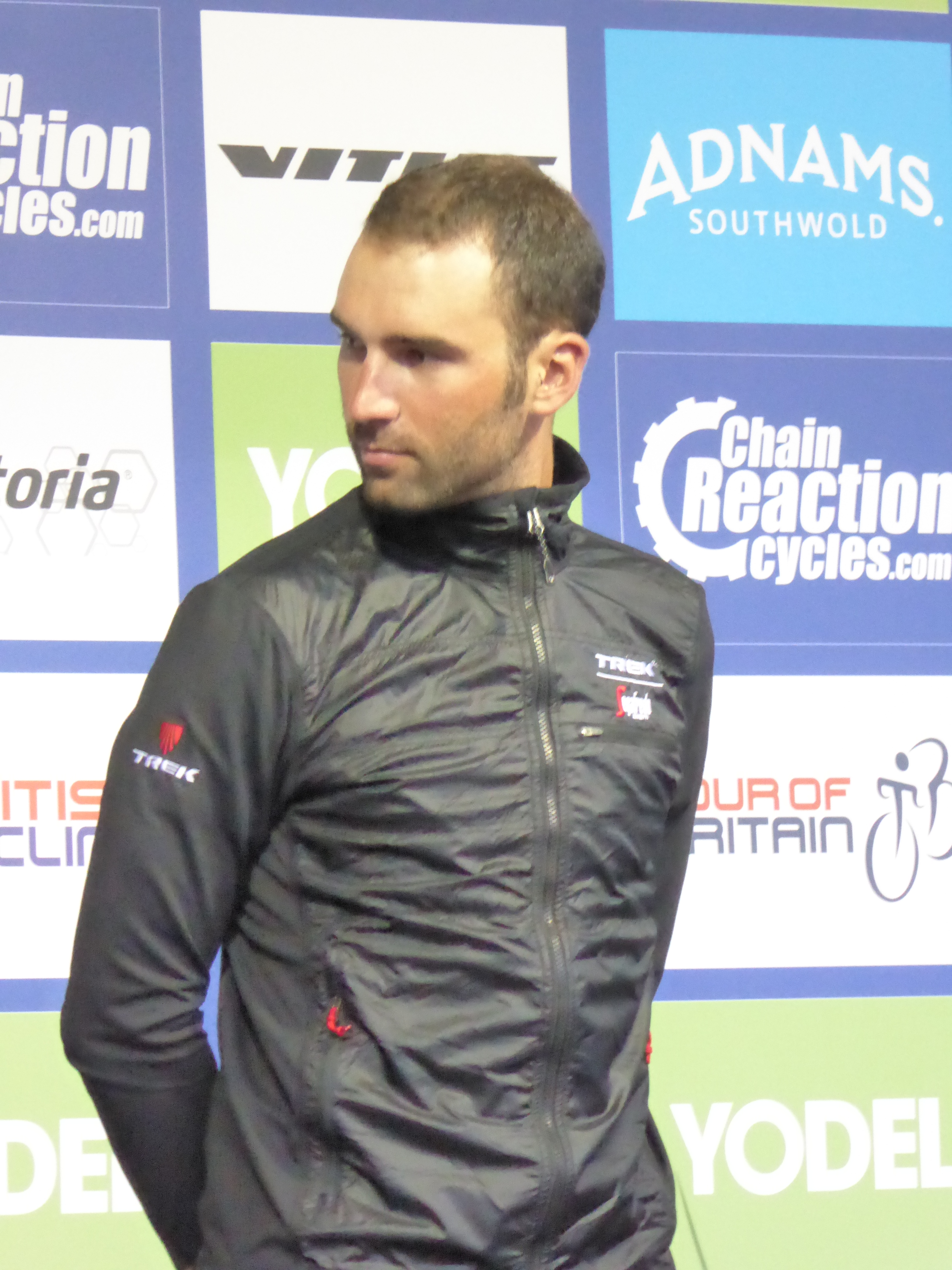
Marco Coledan.
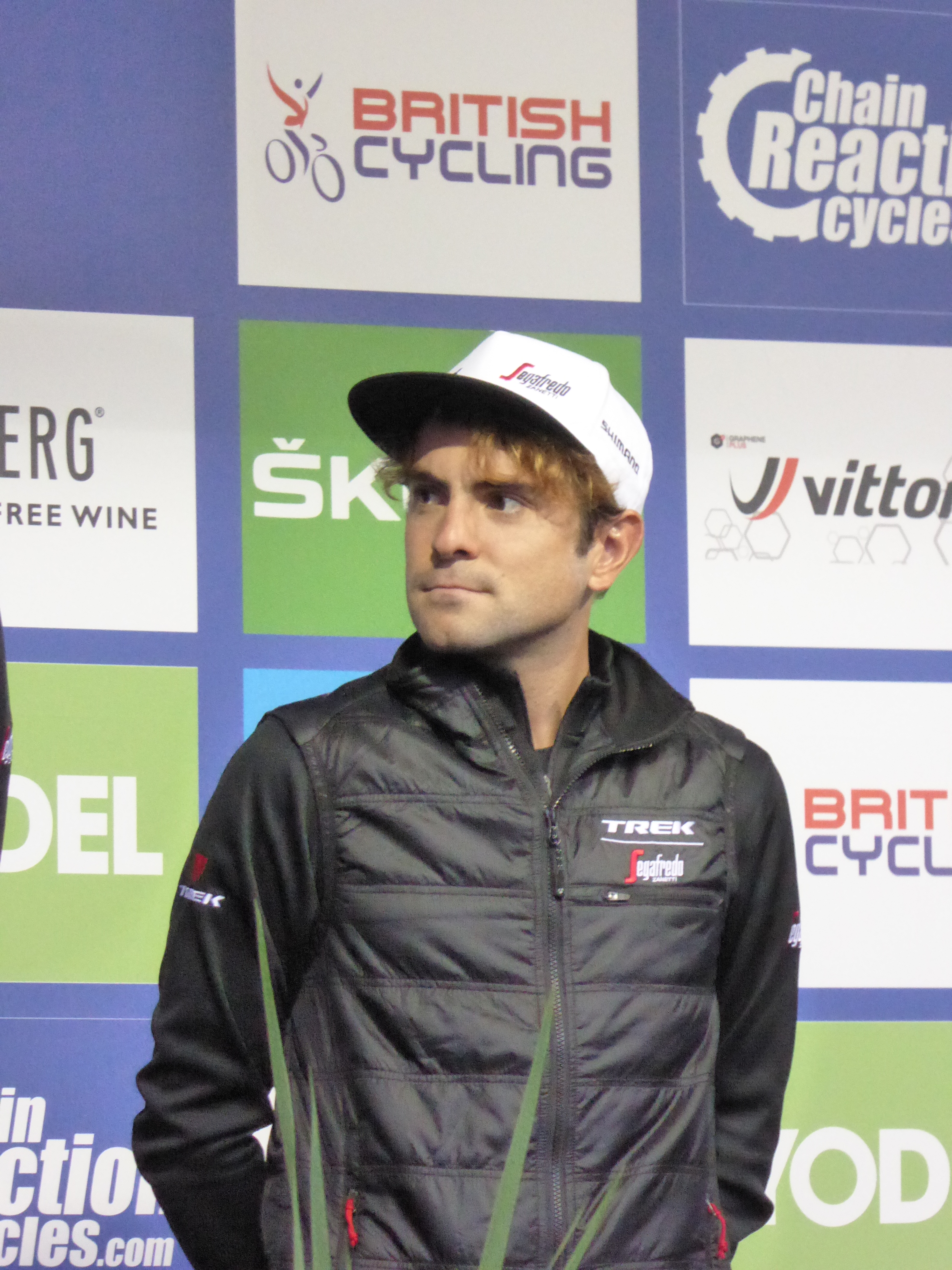
Jacopo Mosca.
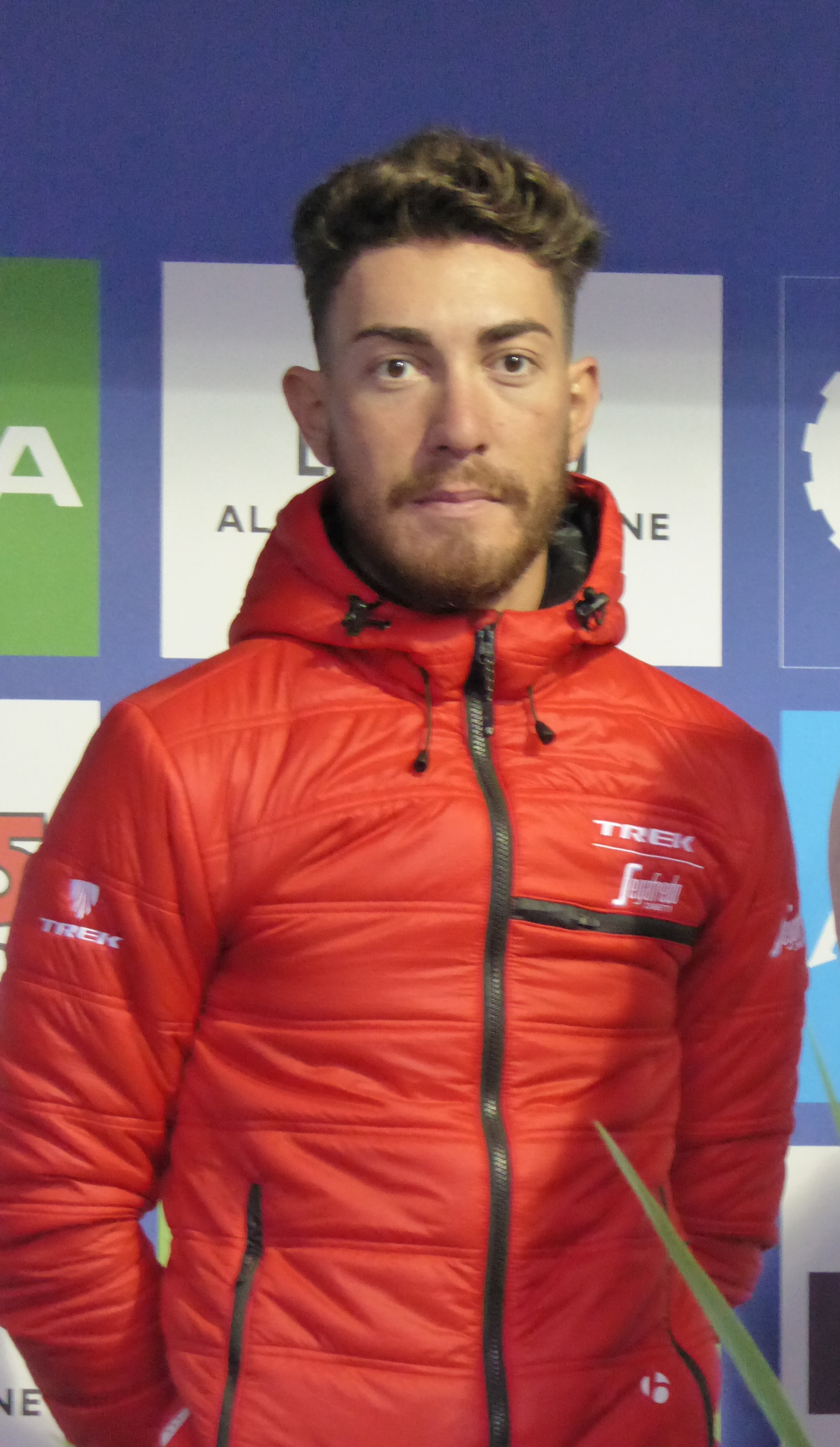
Giacomo Nizzolo.
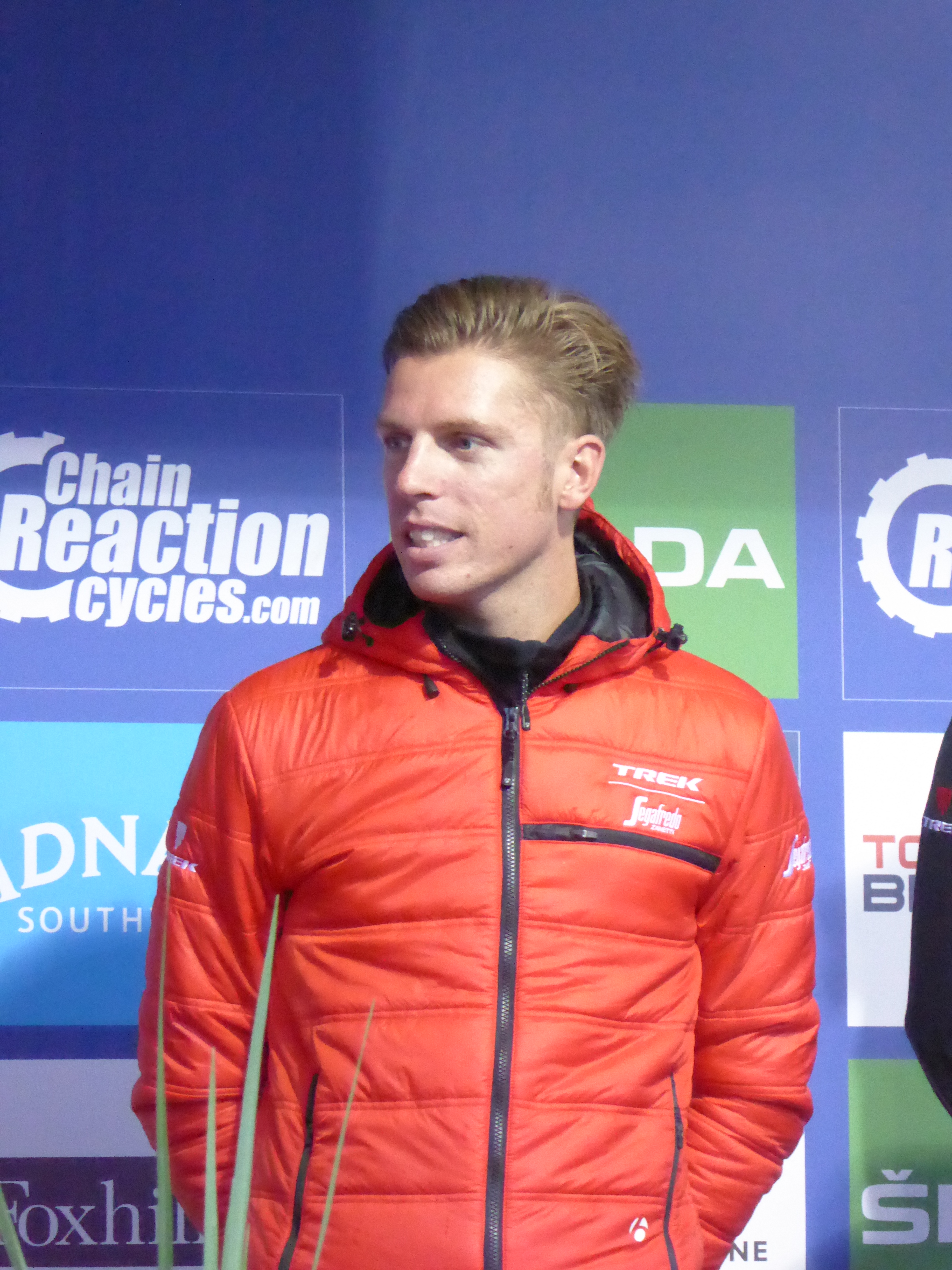
Boy van Poppel.

## Bilan de la saison

### Victoires
L'équipe Trek-Segafredo gagne 21 courses durant cette saison, 22 si l'on y inclut la victoire de Fabian Cancellara aux Jeux olympiques, avec l'équipe de Suisse. Quatre de ces victoires sont obtenues lors d'épreuves du World Tour,.
| Date       | Course                                    | Pays                | Classe | Vainqueur         |
| ---------- | ----------------------------------------- | ------------------- | ------ | ----------------- |
| 10/01/2016 | Championnat d'Australie sur route         | Australie           | CN     | Jack Bobridge     |
| 30/01/2016 | Trofeo Serra de Tramontana                | Espagne             | 1.1    | Fabian Cancellara |
| 19/02/2016 | 3e étape du Tour de l'Algarve             | Portugal            | 2.1    | Fabian Cancellara |
| 28/02/2016 | Kuurne-Bruxelles-Kuurne                   | Belgique            | 1.HC   | Jasper Stuyven    |
| 05/03/2016 | Strade Bianche                            | Italie              | 1.HC   | Fabian Cancellara |
| 15/03/2016 | 7e étape de Tirreno-Adriatico             | Italie              | WT     | Fabian Cancellara |
| 19/04/2016 | 1re étape du Tour de Croatie              | Croatie             | 2.1    | Giacomo Nizzolo   |
| 21/04/2016 | 3e étape du Tour de Croatie               | Croatie             | 2.1    | Giacomo Nizzolo   |
| 22/04/2016 | 4e étape du Tour de Croatie               | Croatie             | 2.1    | Riccardo Zoidl    |
| 26/05/2016 | 2e étape du Tour de Belgique              | Belgique            | 2.HC   | Edward Theuns     |
| 09/06/2016 | Grand Prix du canton d'Argovie            | Suisse              | 1.HC   | Giacomo Nizzolo   |
| 11/06/2016 | Prologue du Tour de Suisse                | Suisse              | WT     | Fabian Cancellara |
| 22/06/2016 | Championnat de Suisse du contre-la-montre | Suisse              | CN     | Fabian Cancellara |
| 26/06/2016 | Championnat d'Italie sur route            | Italie              | CN     | Giacomo Nizzolo   |
| 14/07/2016 | 3e étape du Tour de Pologne               | Pologne             | WT     | Niccolò Bonifazio |
| 30/07/2016 | Classique de Saint-Sébastien              | Espagne             | WT     | Bauke Mollema     |
| 05/08/2016 | 5e étape du Tour de l'Utah                | États-Unis          | 2.HC   | Kiel Reijnen      |
| 05/09/2016 | 4e étape du Tour d'Alberta                | Canada              | 2.1    | Bauke Mollema     |
| 14/09/2016 | Coppa Bernocchi                           | Italie              | 1.1    | Giacomo Nizzolo   |
| 29/09/2016 | Tour du Piémont                           | Italie              | 1.HC   | Giacomo Nizzolo   |
| 20/10/2016 | 1re étape du Tour d'Abou Dabi             | Émirats arabes unis | 2.HC   | Giacomo Nizzolo   |

### Résultats sur les courses majeures
Les tableaux suivants représentent les résultats de l'équipe dans les principales courses du calendrier international (les cinq classiques majeures et les trois grands tours). Pour chaque épreuve est indiqué le meilleur coureur de l'équipe, son classement ainsi que les accessits glanés par Trek-Segafredo sur les courses de trois semaines.

#### Classiques
| Classique            | Milan-San Remo          | Tour des Flandres      | Paris-Roubaix        | Liège-Bastogne-Liège | Tour de Lombardie   |
| -------------------- | ----------------------- | ---------------------- | -------------------- | -------------------- | ------------------- |
| Coureur (classement) | Niccolò Bonifazio (17e) | Fabian Cancellara (2e) | Jasper Stuyven (39e) | Bauke Mollema (9e)   | Bauke Mollema (19e) |

#### Grands tours
| Grand tour           | Tour d'Italie                           | Tour de France      | Tour d'Espagne                        |
| -------------------- | --------------------------------------- | ------------------- | ------------------------------------- |
| Coureur (classement) | Riccardo Zoidl (39e)                    | Bauke Mollema (11e) | Haimar Zubeldia (19e)                 |
| Accessits            | Classement par points (Giacomo Nizzolo) | -                   | Classement par points (Fabio Felline) |